# Marpésia
Pour les articles homonymes, voir Marpesia.

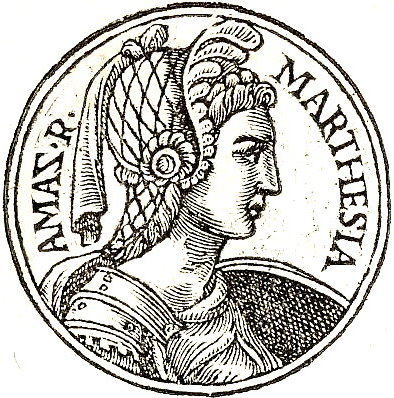
Marpésia, portrait issu du livre iconographique Promptuarii Iconum Insigniorum de Guillaume Rouillé

Dans la mythologie romaine Marpésia (du grec ancien Μαρπησία, « voleuse, volée ou enlevée », parfois orthographié Marthésia de façon erronée) est, avec sa sœur Lampédo; une reine amazone chez les Goths mentionnée dans l'historiographie latine.
Selon l’Histoire des Goths de Jordanès, les femmes gothes auraient pris les armes afin de se défendre contre un peuple voisin envahisseur et se seraient mises sous les ordres de deux guerrières expérimentées : les sœurs amazones Marpésia et Lampédo. Une fois les envahisseurs repoussés, Marpésia, sa sœur et leurs guerrières auraient fondé, entre les montagnes du Caucase et la mer Caspienne, la cité portuaire des « portes de fer » (actuelle Derbent). Son nom est donné au lieu où elle s'est arrêtée : le « rocher de Marpésia » ou « roc marpésien ». Alexandre le Grand avait appelé cet endroit les « portes Caspiennes ».
Marpésia serait aussi une des Amazones ayant participé à la fondation de la cité d'Éphèse où elle aurait fait élever un temple à Artémis, la déesse de la Chasse.
Selon Orose, historien chrétien du Ve siècle, Marpésia et sa sœur Lampédo auraient étendu leur influence jusqu'en Europe orientale et en Asie Mineure. Marpésia aurait été tuée lors d'une bataille menée contre des barbares venus d'Asie et ses filles Orithye et Antiope lui auraient succédé,. Mais Orose cite aussi une fille qui se serait appelée Sinope,, et qui aurait donné son nom à la ville de Sinope.
Selon Askold Ivantchik, la « Sinope » d'Orose serait une synthèse entre la nymphe de la mythologie grecque Sinopé et les amazones Antiope et Sanapè du Pseudo Skymnos et d'Andron de Téos, et peut-être aussi de l'amazone Orithye de Trogue Pompée et Justin.

## Culture
- Giovanni Boccacio consacre un chapitre à Marpésia et à Lampédo dans son ouvrage De mulieribus claris publié en 1374[10].
- Marpésia figure parmi les 1 038 femmes référencées dans l'œuvre d’art contemporain The Dinner Party (1979) de Judy Chicago. Son nom y est associé aux Amazones[11].